# مونتالدو سكارامبي
مونتالدو سكارامبي (بالإيطالية: Montaldo Scarampi)‏ هي بلدة وبلدية في مقاطعة أستي في إقليم بييمونتي في جنوب إيطاليا.

## السكان
في سنة 1861 بلغ عدد السكان 1٬383 نسمة، وتطور العدد ليصل في سنة 2011 لـ 788 نسمة.
يظهر هذا المخطط البياني تطور النمو السكاني لـ مونتالدو سكارامبي